# Perejaume
Pere Jaume Borrell i Guinart, connu sous le nom de Perejaume, né en 1957 à Sant Pol de Mar, Catalogne, est un artiste espagnol (catalan) contemporain.

## Biographie
Influencé par l'œuvre de Joan Brossa, il crée une œuvre mêlant peinture et poésie.
Sa création est axée sur les rapports homme-nature, le monde du spectacle et le spectacle du monde.
Son œuvre a été montrée dans de nombreuses expositions depuis 1999, comme l'Arnolfini Gallery à Bristol, la Meyers Bloom Gallery à Santa Monica, Californie et la Galeria Joan Prats à Barcelone.
Il fut récompensé en 2005 par le Prix Catalan des arts visuels, en 2006 par le prix national espagnol des arts plastiques et en 2007 par celui des arts graphiques.

## Expositions
- 1984: Postaler

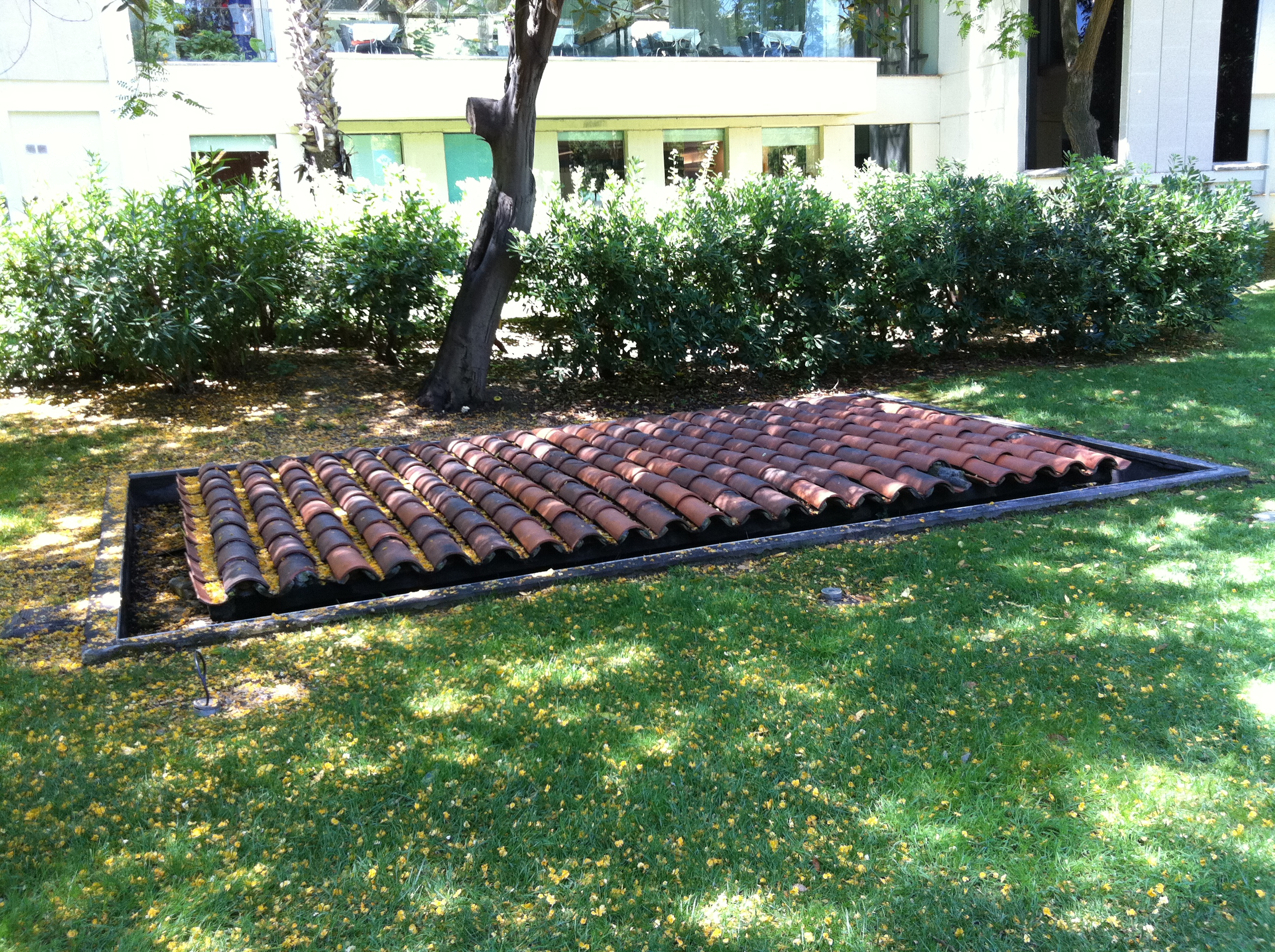
Teulada, 1988-1990 Œuvre de Perejaume devant la Fundació Joan Miró.

- 1988: A 2.000 metres de pintura sobre el nivell del mar
- 1989: Fragments de monarquia
- 1990: Galeria Joan Prats, Coll de pal. Cim del Costabona
- 1997: Girona, Pineda, Sant Pol i la Vall d'Oo
- 1999: Deixar de fer una exposició
- 2000: Bocamont, Ceret, Figueres, el Prat, Tarragona i Vall
- 2003: Retrotabula

## Œuvres permanentes
- 2000 : dans le jardin de la Maison d'Érasme à Anderlecht (Belgique), chambre de vision, composée de 11.500 lentilles de verre.

## Publications
- 1989: Ludwig-Jujol. Què és el collage sinó acostar soledats?
- 1990: El bosc a casa, with Joan Brossa
- 1993: La pintura i la boca
- 1995: El paisatge és rodó
- 1998: Oïsme
- 1999: Dis-Exhibit
- 2000: Cartaci, with Joan Brossa
- 2003: Obreda
- 2004: Cims pensamenters de les reals i verdagueres elevacions
- 2007: L'obra i la por